# 热利科·迪米特里耶维奇
热利科·迪米特里耶维奇（1971年1月4日—），塞尔维亚男子田径运动员。他曾代表塞尔维亚参加2012年、2016年和2020年夏季残疾人奥林匹克运动会田径比赛，获得二枚金牌和一枚银牌。